# Fundación Bru
La Fundación Bru (en inglés: Fondation Bru) es una organización no gubernamental benéfica registrada en Suiza que administra los intereses de la familia Bru, anteriormente fundadores y propietarios de laboratorios farmacéuticos franceses Grupo UPSA, laboratorios adquiridos por la compañía Bristol-Myers Squibb.  Su presidenta actual es Nicole Bru.

## Palacio Bru Zane
El llamado Palazzetto Bru Zane, anteriormente Palazzetto Zane, es un palacio histórico restaurado, actualmente sede del Centre de musique romantique française en Venecia (Italia). 